# Хари Магуайър
Джейкъб Хари Магуайър е английски централен защитник, който играе за Манчестър Юнайтед и националния отбор по футбол на Англия.
Магуайър започва професионалната си кариера в Шефилд Юнайтед през 2011 г., след което преминава в Хъл Сити през 2014 г., играе за кратко под наем в Уигън Атлетик и през 2017 г. става част от тима на Лестър Сити.
През 2019 г. се присъединява към състава на Манчестър Юнайтед, с трансфер на стойност от 80 млн. паунда, което е рекордна сума за трансфер на защитник.
Дебютира за националния отбор по футбол на Англия през 2017 г. и с него участва на Световното първенство през 2018 г. в Русия.

## Успехи
Хъл Сити
- Чемпиъншип плейофна фаза: 2016

Англия
- Лига на нациите на УЕФА трето място: 2018 – 2019